# Jan Haaland
Jan Ingvald Meidell Haaland (18 februari 1956) is de rector van de Norges Handelshøyskole (NHH). Hij volgde in 2005 Per Ivar Gjærum op. 
Haaland groeide op in Stavanger, en werd  opgeleid tot siv.øk (civiel econoom) aan de NHH. Hij voltooide zijn opleiding in 1979 waarna hij in 1984 aan dezelfde instelling promoveerde. Daarnaast werkte hij voor de Organisatie voor Economische Samenwerking en Ontwikkelingevelopment, de universiteit van Cambridge en de universiteit van Southampton. In 1994 werd hij tot hoogleraar in de economie benoemd aan de Norges Handelshøyskole.
Het merendeel van zijn onderzoek focust zich op de wereldeconomie en internationale handel, internationale politiek, economische integratie en multinationals.